# Montse Farrés Ubach
Montse Farrés és una poeta reusenca, tot i que nascuda accidentalment a Vigo (1953).
Va irrompre a la vida pública a Reus, ja en edat madura, elaborant un personatge a mig camí entre les dames dels salons vuitcentistes i les outsiders actuals. El 2012 es va donar a conèixer com a publicista coordinant l'edició del llibre vindicatiu Jaume Juan Magrinyà, cor de jazz. Ha intervingut en diverses activitats de difusió literària, entre les quals la coordinació d'un club de lectors de poesia i l'organització, a partir de 2015, de diverses lectures poètiques dins l'entitat Terrabastall Poètic de Reus. És membre de Rapsòdia Ombrívola Reusenca.
La seva poesia, planera i directa, amb un fort component autobiogràfic, apel·la a les emocions i als sentiments vitals amb referències a l'entorn quotidià. N'ha publicat dos reculls el 2014: Converses amb ningú i Mentre la llum declina, i un el 2021: Tu que te m'allunyes.